# Герб Шенкурского района
Герб Шенкурского района — является опознавательно-правовым знаком муниципального образования «Шенкурский муниципальный район» Архангельской области.

## Описание герба
«В зелёном поле идущий серебряный с чёрными глазами, носом, полосой на морде, брюхом и лапами барсук. В вольной части герб Архангельской области. Щит увенчан муниципальной короной установленного образца».
Допускается воспроизведение герба муниципального образования «Шенкурский муниципальный район» в сокращенном виде без одного или нескольких структурных элементов дополняющих щит (то есть без вольной части).

## Обоснование символики

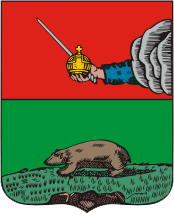
Герб Шенкурска. Утверждён 2 октября 1780 года

Герб муниципального образования «Шенкурский муниципальный район» создан на основе исторического герба уездного города Шенкурска Архангельской губернии Вологодского наместничества, Высочайше утверждённого 2 октября 1781 года.(дата в Положении о гербе ошибочна, фактически в 1780 году.)
Барсук на зеленом фоне из герба города Шенкурска — это зверёк, обитающий в окрестностях сего города в большом количестве.
Зеленый цвет гербового поля символизирует изобилие, плодородие, радость, свободу, покой и мир.
Серебро — символ веры, чистоты, искренности, благородства, откровенности.
Черный цвет — символ образованности, скромности.
Герб Архангельской области, помещенный в вольной части (в верхнем правом углу) указывает на территориальную принадлежность к Архангельской области.
Герб принят на пятой сессии Собрания депутатов четвертого созыва Муниципального образования «Шенкурский муниципальный район» Решением № 38 от 9 октября 2009 года.
Герб внесён в Государственный геральдический регистр Российской Федерации под № 5829.